# John Walton (darter)
John Michael Walton (Bradford, 10 november 1961) is een Engels darter, die de bijnaam John Boy heeft. Zijn eerste grote toernooizeges kwamen in 1999, toen hij onder anderen de England National Singles won. Een jaar later won hij de Winmau World Masters, een van de belangrijkste dartstoernooien binnen de British Darts Organisation (BDO). In 2001 won Walton het BDO World Darts Championship. Op dat toernooi onttroonde hij wereldkampioen Ted Hankey in de finale.
Overigens gooide Walton in de kwartfinale van de World Darts Trophy 2005 een recordaantal 180-scores: achttien stuks, een record voor dat toernooi.
Tijdens de Winmau World Masters in 2007 gooide Walton een 9-darter in zijn partij tegen Martin Phillips.

## PDC
In januari 2015 trad Walton toe tot de rivaliserende bond Professional Darts Corporation (PDC). Dit deed hij door deelname aan de PDC Qualifying School, in een poging een tourcard te bemachtigen. Dit lukte echter niet omdat Walton niet in de top 18 van de Q School Order of Merit eindigde.

## WDF
Na het faillissement van de British Darts Organisation sloot Walton zich in september 2020 aan bij de World Darts Federation (WDF).

## Gespeelde Grand Slam-finales
- 2000 John Walton - Mervyn King 3 - 2 ('best of 5 sets') (Winmau World Masters)
- 2001 John Walton - Ted Hankey 6 - 2 ('best of 11 sets') (Embassy)

## Resultaten op wereldkampioenschappen

### BDO
- 1999: Laatste 32 (verloren van Roland Scholten met 0-3)
- 2001: Winnaar (gewonnen in de finale van Ted Hankey met 6-2)
- 2002: Laatste 16 (verloren van Colin Monk met 2-3)
- 2003: Laatste 16 (verloren van Ritchie Davies met 0-3)
- 2004: Kwartfinale (verloren van Raymond van Barneveld met 1-5)
- 2005: Laatste 16 (verloren van Darryl Fitton met 0-3)
- 2006: Laatste 32 (verloren van  Stephen Roberts met 0-3)
- 2007: Laatste 16 (verloren van Gary Robson met 3-4)
- 2008: Laatste 32 (verloren van Robert Thornton met 0-3)
- 2009: Kwartfinale (verloren van Ted Hankey met 1-5)
- 2010: Laatste 32 (verloren van Willy van de Wiel met 2-3)
- 2011: Laatste 16 (verloren van Martin Adams met 3-4)
- 2012: Laatste 32 (verloren van Martin Atkins met 1-3)
- 2013: Laatste 32 (verloren van Tony O'Shea met 0-3)
- 2016: Laatste 32 (verloren van Brian Dawson met 2-3)

### WDF
- 2001: Halve finale (verloren van Andy Fordham met 2-4)
- 2007: Laatste 64 (verloren van Mark Webster met 1-4)

### WSDT (Senioren)
- 2022: Kwartfinale (verloren van Terry Jenkins met 1-3)